# 北果园镇
北果园镇，原为北果园乡，是中华人民共和国河北省保定市阜平县下辖的一个乡镇级行政单位。2021年1月撤乡设镇。

## 行政区划
北果园镇下辖以下地区：
北果园村、光城村、惠民湾村、北古洞村、东下庄村、崔家庄村、槐树底村、吴家沟村、抬头湾村、店坊村、广安村、固镇村、李家庄村、营岗村、半沟村、小花沟村、倪家洼村、细沟村、张家庄村、草厂口村、黄连峪村、东山村、革新庄村、卞家峪村、东城铺村、水泉村和魏家峪村。